# Habsburg–Lotaringiai Erzsébet Franciska főhercegnő
Habsburg–Lotaringiai Erzsébet Franciska (németül: Erzherzogin Elisabeth Franziska von Österreich; Buda, 1831. január 17. – Bécs, 1903. február 14.), a Habsburg–Lotaringiai-házból származó osztrák főhercegnő, magyar királyi hercegnő, József nádor és Mária Dorottya württembergi hercegnő leánya, aki két házassága révén, elsőként Modenai Ferdinánd Károly Viktor főherceggel, majd Tescheni Károly Ferdinánd főherceggel kötött házasságai révén modenai és tescheni hercegné. Házasságaiból származó gyermekei között olyan személyek vannak mint Mária Terézia bajor királyné (első házasságából), valamint Frigyes tescheni uralkodó herceg és Mária Krisztina spanyol királyné (második házasságából) is.

## Élete

### Származása, testvérei

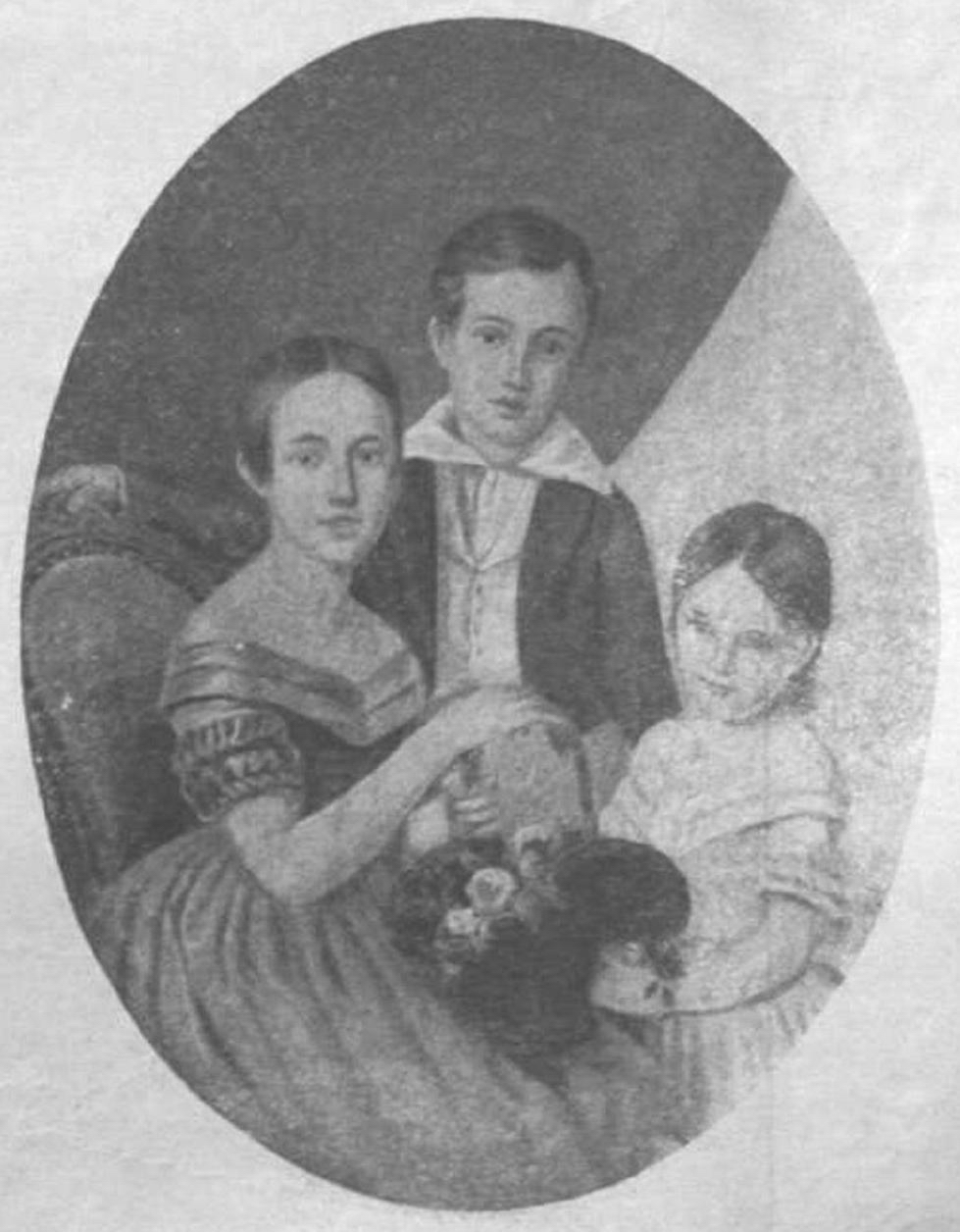
Testvéreivel a 40-es években

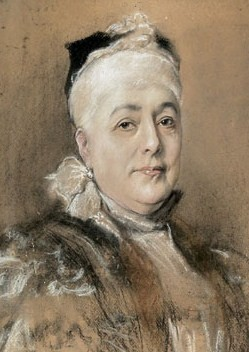
Erzsébet Franciska Mária főhercegnő, 1875 körül, Koppay József Árpád festménye

Erzsébet Franciska Mária főhercegnő a budai nádori palotában született, a Habsburg–Lotaringiai család magyar ágából származott.
Édesapja József nádor volt, (Habsburg-Toscanai József Antal János főherceg, 1776–1847), Magyarország nádora, aki Magyarországon élt, közvetítőként az osztrák központi hatalmat nehezen tűrő magyar rendek és a császári udvar között. Édesanyja Mária Dorottya Lujza württembergi hercegnő (1797–1855) volt, József nádor harmadik felesége. A szülők házasságából öt testvér született:
- Erzsébet Karolina főhercegnő (*/† 1820, egy hónapig élt).
- Sándor Lipót főherceg (1825–1837, 12 évesen meghalt).
- Erzsébet Franciska főhercegnő (1831–1903), 1847-től Ferdinánd Károly Viktor főherceg (1821–1849), majd 1854-től Károly Ferdinánd főherceg (1818–1874) felesége.
- József Károly Lajos főherceg (1833–1905), császári-királyi lovassági tábornok, 1869-től haláláig a Magyar Királyi Honvédség főparancsnoka.
- Mária Henrietta főhercegnő (1836–1902), aki Lipót brabanti herceg, a későbbi II. Lipót belga király (1835–1909) felesége és Belgium királynéja lett.

Erzsébet Franciskának két féltestvére is volt, József nádor második házasságából, amelyet Hermina Anhalt-Bernburg-Schaumburg-Hoym-i hercegnővel (1797–1817) kötött: 
- Hermina Amália Mária főhercegnő (1817–1842), aki később egy prágai apácakolostor főnökasszonya lett.
- István Ferenc főherceg (1817–1867), István nádor néven 1847-től 1848. szeptember 24-éig Magyarország utolsó nádora.

### Első házassága
Erzsébet Franciska feltűnően szép leány volt. Tizenhat éves korában 1847. október 4-én Bécsben feleségül ment Habsburg–Estei Ferdinánd Károly Viktor főherceghez (1821–1849), IV. Ferenc modenai herceg kisebbik fiához, aki a házasság második évében meghalt. Egyetlen leánygyermekük született, néhány hónappal az apa halála előtt: 
- Habsburg–Estei Mária Terézia Henrietta főhercegnő (1849–1919), aki 1868-ban feleségül ment Wittelsbach Lajos bajor királyi herceghez (1845–1921), a későbbi III. Lajos királyhoz, Bajorország utolsó uralkodójához.

### Második házassága

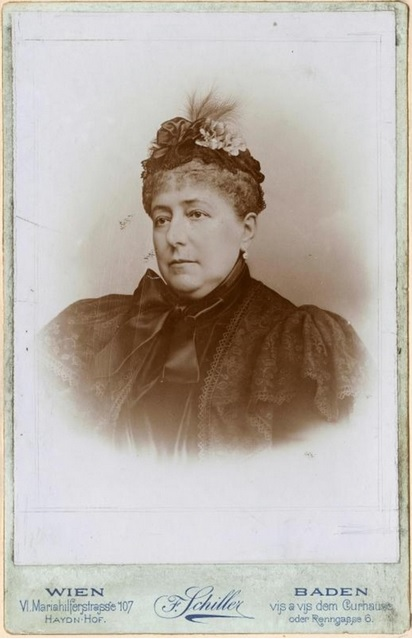
Erzsébet Franciska hercegnő

A 18 évesen megözvegyült Erzsébet Franciska Mária főhercegnő 1854. április 18-án feleségül ment unokatestvéréhez, Habsburg–Tescheni Károly Ferdinánd főherceghez (1818–1874), Károly főhercegnek, az asperni győztes hadvezérnek, Teschen első hercegének fiához, Albert főhercegnek, Magyarország katonai kormányzójának öccséhez.
Ezt a házasságkötést Zsófia főhercegné erősen ösztönözte, mivel feltűnt neki, hogy fia, az ifjú I. Ferenc József császár szemet vetett a vele szinte egykorú, csinos és fiatal Erzsébet Franciska özvegy hercegnére. Öt évvel az 1848–49-es forradalom és szabadságharc leverése után az elnyomott és katonai hatalommal kormányzott Magyarországon a politikai helyzet még mindig bizonytalan és veszélyes volt. Alig egy évvel korábban, 1853. február 18-án a magyar Libényi János Bécsben merényletet kísérelt meg az uralkodó élete ellen. Ebben a helyzetben Zsófia főhercegné, aki amúgyis magyarellenes szemléletű volt, semmiképpen sem akarta, hogy fia magyar nőt vegyen feleségül. A 23 éves Erzsébet Franciskát ezért hozzáadták a nála 13 évvel idősebb Károly Ferdinánd főherceghez. Ferenc József császár – még ugyanebben az évben – Wittelsbach Erzsébet bajor hercegnőt vette feleségül.
Károly Ferdinánd és Erzsébet Franciska boldog házasságban éltek. Hat gyermekük született, négyen érték meg a felnőttkort.
- Ferenc József főherceg (*/† 1855).
- Frigyes főherceg (1856–1936), Teschen hercege, császári és királyi tábornagy, 1914–17 között a Monarchia haderejének főparancsnoka, Isabella von Croÿ-Dülmen hercegnőt vette feleségül.
- Mária Krisztina Dezideráta főhercegnő (1858–1929), aki 1879-ben feleségül ment XII. Alfonz spanyol királyhoz (1857–1885). Férje halála után Spanyolország régens királynéja maradt fiának, XIII. Alfonznak nagykorúsításáig (1902-ig).
- Károly István főherceg (1860-1933), a Császári és Királyi Haditengerészet (k.u.k. Kriegsmarine) főfelügyelője 1916-ig.
- Jenő főherceg (1863–1954) császári és királyi tábornagy, a Német Lovagrend nagymestere (Hoch- und Deutschmeister), a világháborúban a délnyugati front parancsnoka 1917-ig.
- Mária Eleonóra főhercegnő (*/† 1864).

A család a bécsi udvarban és a morvaországi Sziléziában lakott, a tescheni hercegi birtokon (Erzsébet Franciska sógora, Albert főherceg Teschen hercege is volt). Az 1866-os porosz–osztrák háború idején a főhercegnő rendszeresen látogatta a hadikórházakat, segítette a sebesült katonákat.

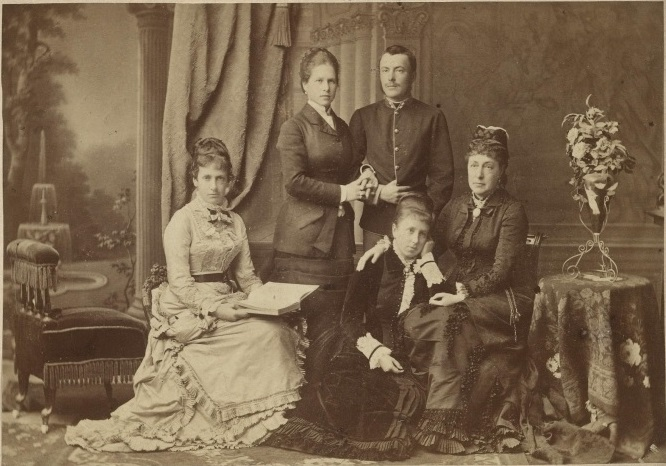
Az özvegy főhercegné, családtagjaival: Ülnek jobbról balra: Erzsébet Franciska Mária főhercegné, leányai Mária Krisztina Dezideráta, és Mária Terézia Henrietta főhercegnők. Mögöttük állnak: Fia, Frigyes főherceg a feleségével, Isabella von Croÿ-Dülmen hercegnővel.

1874-ben második férje, Károly Ferdinánd is meghalt. Fiait, Frigyes, Károly István és Jenő főhercegeket nagybátyjuk, a gyermektelen Albert főherceg fogadta örökbe. Az idős tábornagy, a haderő főparancsnoka segítségével mindhárman tábornoki rangra emelkedtek és jelentős parancsnoki beosztásokba kerültek a császári és királyi hadseregben.
1895-ben Albert főherceg elhunytával Erzsébet Franciska főhercegné elsőszülött fia, Frigyes főherceg örökölte Teschen (harmadik) hercegi címét és az összes hercegi birtokot, ezzel ő lett az Monarchia egyik leggazdagabb embere. Örökségéhez tartozott számos értékes ingatlan Pozsonyban és Bécsben, köztük a Albert főherceg bécsi palotája, az Albertina is, nagy értékű műgyűjteményével (ma állami képtár).
Erzsébet Franciska Mária főhercegné 1903. február 14-én hunyt el Bécsben, röviddel 74-ik születésnapja után. Az alsó-ausztriai Baden közelében temették el, emlékére utcát neveztek el.

## „A rózsa neve”
Az archaikus francia nevén ismert „Archiduchesse Elisabeth d’Austriche” (azaz Ausztriai Erzsébet főhercegnő) nevű rózsafajta a híresen szép Erzsébet Franciska Mária főhercegnőről kapta a nevét, és nem Erzsébet királynéről („Sisiről”), aki bajor hercegnő volt, Ausztria császárnéja és Magyarország királynéja lett, de sohasem viselt osztrák főhercegnői címet. A közvélekedésben – néha a szakirodalomban is – előfordul a téves megjelölés.

## Külső hivatkozások
- http://www.thepeerage.com/p10133.htm#i101330 Erzsébet Franciska Mária főhercegnő családi adatai.
- https://web.archive.org/web/20061005163318/http://www.welt-der-rosen.de/duftrosen/anmerkungen/achiduchesse_elisabeth_sissy.html Ausztriai Erzsébet főhercegnő nevű rózsa.
- https://web.archive.org/web/20070930020102/http://www.namen-der-rosen.de/archiduchesse.htm A rózsák neve.